# سیتروئن سارا دبلیوآرسی
سیتروئن سارا دبلیوآرسی یک خودرو رالی جهانی است که برای تیم رالی جهانی سیتروئن توسط سیتروئن ریسینگ ساخته شده است تا در مسابقات رالی قهرمانی جهان شرکت کند. این خودرو بر اساس خودروی جاده ای سیتروئن سارا ساخته شده است. این خودرو برای فصل ۲۰۰۱ رالی قهرمانی جهان معرفی شد و سه عنوان اول از ۹ عنوان راننده را برای سباستین لوب و همچنین عنوان سازنده را در سال‌های ۲۰۰۳، ۲۰۰۴ و ۲۰۰۵ به خود اختصاص داد و برای تیم به ارمغان آورد.

### مسابقات رالی قهرمانی جهان

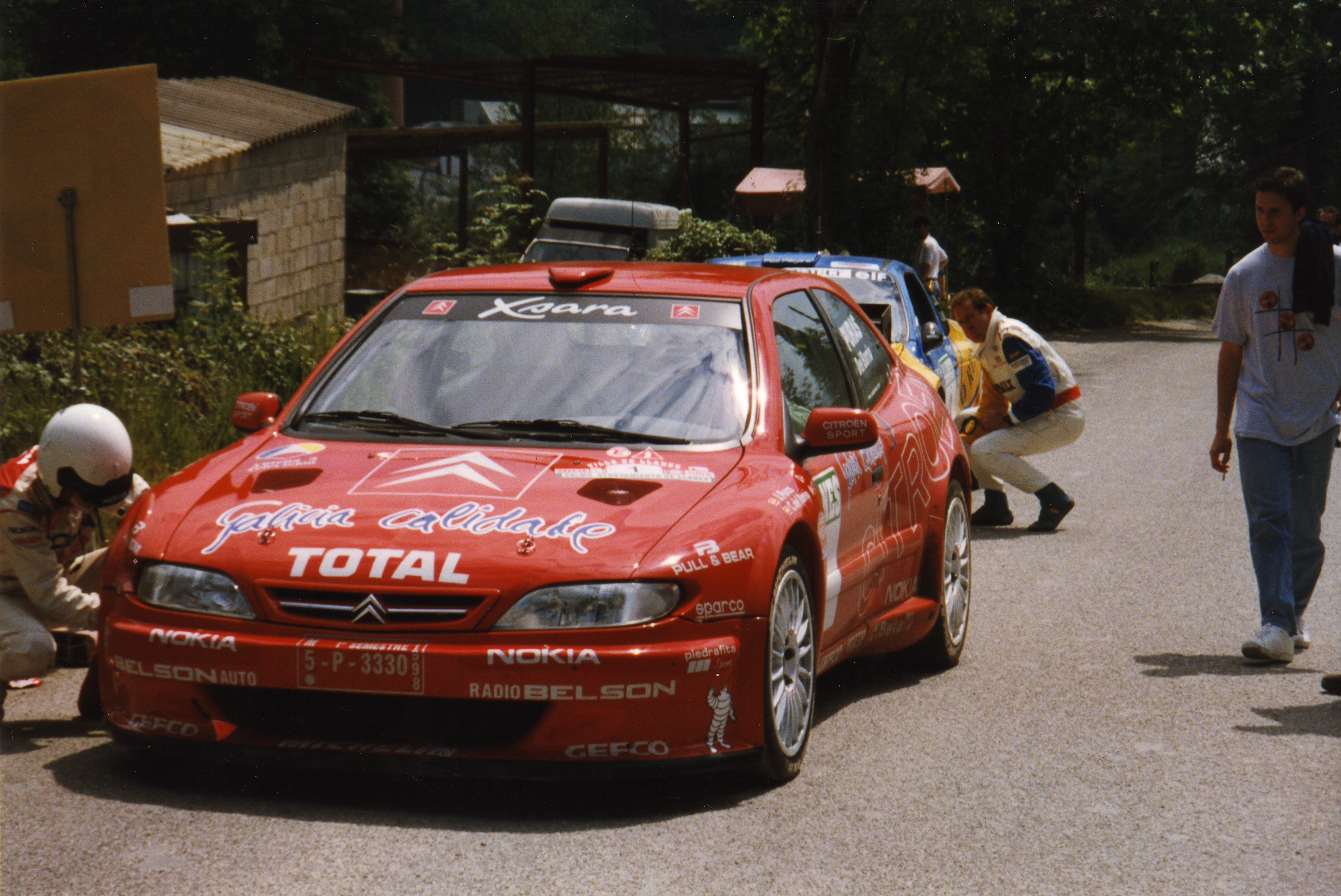
ژسوس پوراس با یک ماشین کیت سیتروئن سارا

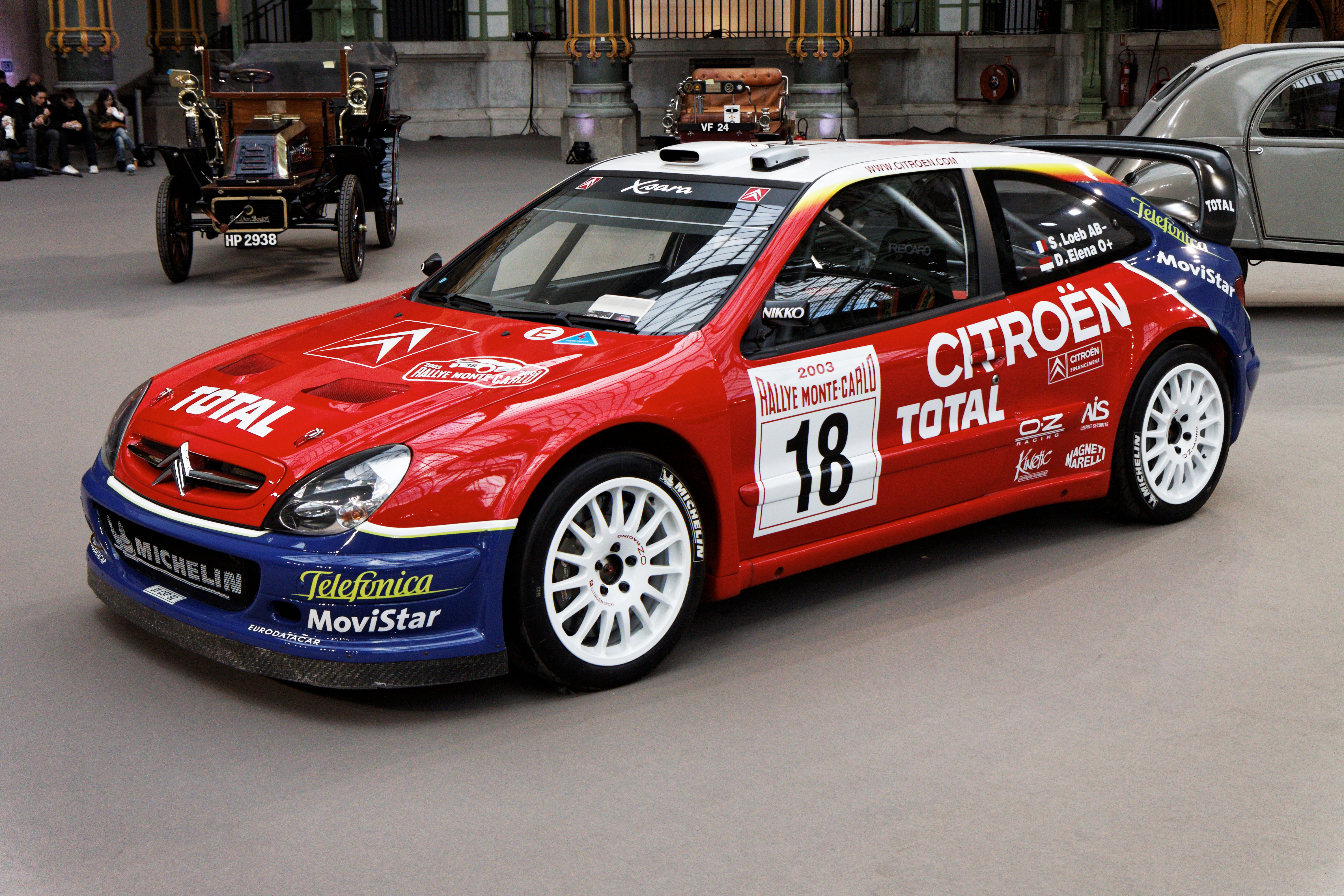
سیتروئن سارا دبلیوآرسی